# Keno (Fußballspieler)
Marcos da Silva França, genannt Keno, (* 10. September 1989 in Salvador) ist ein brasilianischer Fußballspieler. Er spielt rechtsfüßig auf der Position eines Stürmers.

## Karriere
Keno erhielt seine fußballerische Ausbildung beim América FC (SE). Bei América gelang ihm 2009 der Sprung in den Profikader. 2013 wechselte er zum Botafogo SC. Mit diesem trat er in der Staatsmeisterschaft von Bahia. Zur Austragung der Série C 2013 ging Keno zum Águia de Marabá FC. In der Meisterschaft kam der Klub über die erste Gruppenphase nicht hinaus. In dieser erzielte er acht Tore und gab neun Vorlagen.
Zum Start in die Saison 2014 unterzeichnete er einen Kontrakt bis Dezember 2015 beim Paraná Clube. In der Staatsmeisterschaft von Paraná unterlag man im Viertelfinale Atlético Paranaense. Mit Paraná sollte Keno erstmals in der Série B antreten. Seinen Einstand in der Série B 2014 gab der Spieler am 3. Mai im Spiel beim Zweitliganeuling Santa Cruz FC. Dieser hatte 2013 die Meisterschaft in der Série C gewonnen. In der Partie stand er in der Startelf. Noch während der Austragung des Wettbewerbs verließ der Spieler den Klub in Richtung Santa Cruz FC. Keno hatte Ponte Preta wegen ausstehender Gehaltszahlungen verlassen. Für Santa Cruz erzielte er sein erstes Tor in der Liga. Am 15. Spieltag, am 9. August, im Heimspiel gegen den Lokalrivalen Náutico Capibaribe, traf Keno in der 58. Minute zur 1:0-Führung (Endstand-3:0). Am Ende der Meisterschaft, welche durch Klagen überschattet war, belegte Santa Cruz einen achtbaren achten Platz und verblieb in der Liga. Keno allerdings diesen.
Er unterzeichnete beim EC São José. Hier stand nicht im Kader, sondern wurde gleich nach Mexiko an Atlas Guadalajara ausgeliehen. Sein erstes Spiel in der Liga MX bestritt Keno am 18. Januar 2015. Zuhause gegen Monarcas Morelia stand er in der Startelf. Bei Atlas trat Keno auch erstmals in einem internationalen Turnier an. In der Copa Libertadores 2015 traf der Klub im Heimspiel auf Independiente Santa Fe aus Kolumbien. Die Partie bestritt er von Beginn an. Nach neun Liga- und fünf Libertadoresspielen ging es für ihn zurück in seine Heimat (keine Tore).
Keno trat ab Juli 2015 auf Leihbasis für die AA Ponte Preta an. Der Klub war in der Série B 2014 Vizemeister geworden und hatte sich damit den Aufstieg in die Campeonato Brasileiro de Futebol gesichert. Somit trat Keno in dem Jahr in der obersten Spielklasse Brasiliens an. Sein erstes Spiel hier bestritt er am 11. Juli, dem 13. Spieltag der Série A 2015. Im Heimspiel gegen den späteren Vizemeister Atlético Mineiro, wurde er in der 77. Minute für Felipe Azevedo eingewechselt. Zum Jahresende lief sein Vertrag mit São José aus und er wurde von Ponte Preta nicht übernommen.
Keno kehrte zur Saison 2016 zu Santa Cruz zurück. Die Laufzeit wurde bis Jahresende 2017 fixiert. Der Klub Zweiter in der Série B 2015 geworden und spielberechtigt für die Série A 2016, wodurch Keno die Spielklasse halten konnte. Zunächst gewann er mit dem Klub am 1. Mai die Copa do Nordeste 2016 und eine Woche später am 8. Mai die Staatsmeisterschaft von Pernambuco. In der Série A erzielte er gleich am ersten Spieltag sein erstes Tor in der Spielklasse. Daheim gegen den EC Vitória traf er am 15. Mai per Strafstoß zum 4:1-Endstand. Aufgrund seiner Leistungen nahm ihn Meister SE Palmeiras ab 2017 unter Vertrag. Er unterschrieb einen Vierjahresvertrag bis Ende des Jahres 2020. Nachdem in der Staatsmeisterschaft von São Paulo der dritte Platz belegt wurde, wollte Palmeiras seinen Meistertitel aus 2016 verteidigen. In der Série A 2017 wurde man hinter dem SC Corinthians Zweiter. Keno bestritt dabei 31 von 38 möglichen Spielen, davon 21 in der Startelf und erzielte acht Tore und gab sechs Vorlagen. In der Copa Libertadores 2017 erzielte er am 8. März im ersten Gruppenspiel beim Atlético Tucumán sein erstes Tor in einem internationalen Wettbewerb. In der Staatsmeisterschaft 2018 musste man sich in den Finals Corinthians geschlagen geben. Während diese in der Série A 2018 aber nur 13. wurden, gelang Palmeiras der zehnte Titelgewinn. Allerdings stand zum Saisonende am 2. Dezember nicht mehr im Kader. Nachdem er neun Spiele als Stammspieler bestritten hatte, ein Tor, wurde er im Juni für 37 Millionen Real verkauft.
Keno kam nach Ägypten zum Pyramids FC. In der Egyptian Premier League 2018/19 bestritt er 32 von 34 möglichen Spielen und erzielte acht Treffer. Sein erstes Spiel fand am ersten Spieltag am 3. August 2018 beim ENPPI SC statt. Der brasilianische Trainer des Klubs Alberto Valentim stellte neben ihm drei weitere Brasilianer in die Anfangsformation, Carlos Eduardo, Rodriguinho Marinho und Lucas Ribamar. Fünf Tage später im zweiten Ligaspiel erzielte er sein erstes Tor für die Ägypter. Zuhause gegen El-Entag El-Harby erzielte Keno in der 75. Minute das Tor zum 1:1-Endstand. Zur Saison 2019/20 wurde er an den al-Jazira Club in die VAE ausgeliehen. Zu seinem ersten Spiel in der UAE Pro League trat Keno am 19. September 2019 im Heimspiel gegen al-Dhafra an. In dem Treffen erzielte er auch das Tor zum 2:0-Endstand. Dieses fiel in der 92. Minute nach Vorlage von Ali Mabkhout. Nachdem die Saison im März 2020 wegen der COVID-19-Pandemie unterbrochen und im Juni abgebrochen wurde, kehrte der Spieler nach Brasilien zurück.
Im Juni 2020 erhielt Keno einen neuen Vertrag bei Atlético Mineiro. Der Vertrag erhielt eine Laufzeit bis Dezember 2023, mit der Option der Verlängerung um ein Jahr. Die Ablösesumme betrug 13 Millionen Real. Hier kehrte er wieder auf Erfolgsspur zurück. Zunächst gewann er 2020 die Staatsmeisterschaft von Minas Gerais. In der Série A 2020 wurde der Klub Dritter und Keno war Stammspieler (31 Spiele, zehn Tore). Mit neun Torvorlagen gehörte er zu den besten der Liga. Außerdem gelang ihm das Kunststück, an zwei Spieltagen hintereinander, dem elften und zwölften, einen Hattrick zu erzielen. Im Folgejahr verlor er seinen Platz als Stammspieler, kam aber noch zu zahlreichen Einsätzen. Zum Gewinn des Copa do Brasil 2021 im Dezember gegen Athletico Paranaense trug er in sechs Spielen zwei Tore bei. Diese erzielte in den beiden Finalspielen. Beim Gewinn der Meisterschaft in der Série A 2021 war er mit 24 von 38 Spielen beteiligt, 17 Startelfeinsätze und fünf Tore. 2022 gewann Keno zum dritten Mal Folge mit Atlético die Staatsmeisterschaft. Die Titelverteidigung in der Série A 2021 gelang nicht. Der Klub belegte nur den siebten Platz. Keno hatte 29 Spiele bestritten und vier Tore erzielt.
Im Dezember 2022 wurde Kenos Verpflichtung durch den Fluminense FC bekannt. Der Kontrakt erhielt eine Laufzeit bis Jahresende 2024 mit der Option auf eine Verlängerung um ein Jahr. Nach dem Gewinn der Staatsmeisterschaft von Rio de Janeiro 2023, wurde man in der Série A 2023 siebter. Zuvor gelang Fluminense sein größter Erfolg in der Klubgeschichte. Am 4. November konnte Boca Juniors im Finale der Copa Libertadores 2023 mit 2:1 nach Verlängerung bezwungen werden. In dem Finale stand er bis zur 103. Minute auf dem Platz. Von den 13 möglichen Spielen hatte er zehn torlose bestritten.

## Erfolge
Santa Cruz
- Copa do Nordeste: 2016
- Staatsmeisterschaft von Pernambuco: 2016

al-Jazira
- UAE Pro League: 2020/21

Atlético Mineiro
- Staatsmeisterschaft von Minas Gerais: 2020, 2021, 2022
- Copa do Brasil: 2021
- Campeonato Brasileiro de Futebol: 2021
- Supercopa do Brasil: 2022

Fluminense
- Taça Guanabara: 2023
- Staatsmeisterschaft von Rio de Janeiro: 2023
- Copa Libertadores: 2023
- Recopa Sudamericana: 2024